# Karabin Springfield M1861
Karabin Springfield M1861 – amerykański karabin odprzodowy z zamkiem kapiszonowym, zmodyfikowana wersja M1855. Kominek został przystosowany do ładowania miedzianym kapiszonem, zamiast taśmy kapiszonowej Maynarda, która okazała się być zawodna (zwłaszcza podczas deszczu) i droga w produkcji. Kolejną różnicą był fakt, iż model 1861 nigdy nie był produkowany z dwiema taśmami, oplatającymi lufę.

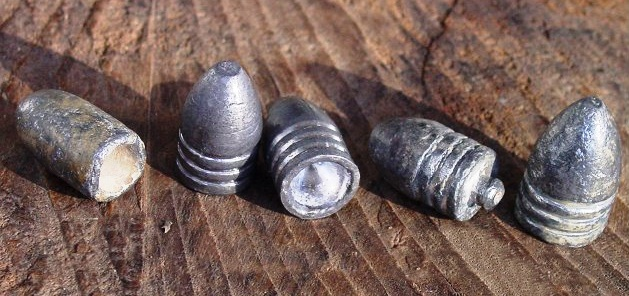
Różne rodzaje pocisków typu Minié